# Meïssa Bigué Ngoné Fall
Pour les articles homonymes, voir Meïssa.
Meïssa Bigué (Maysa Biige en wolof) est un damel du Cayor –  le souverain d'un royaume pré-colonial situé à l'ouest de l'actuel Sénégal. Il est le 17é Damel du Cayor 

## Biographie
Fils de Bigué Ngoné, fille de Lat Soukabé, et neveu de Meïssa Tende Wedj, il règne sur le Cayor pendant six ans, en trois fois : en 1748-1749, 1758-1759 et 1760-1763.